# 一念無明
一念無明，佛教術語。無明可分兩種：一念無明與無始無明。

## 概论
“一念無明”，义爲在最初無妄想的状态之中，突然會有一念煩惱產生，由於這一念心動，就導致眾生繼續受生而輪迴生死。
一念無明的由来，乃是由阿賴耶識中所含藏的煩惱種子而生。在二乘法中，一念無明包括了我見和我執，而我見就是一念無明的根本。在大乘法中，一念無明又稱為四住地煩惱，包括了見一處住地（我見煩惱），以及欲界愛住地、色界愛住地、無色界愛住地。一念無明，是二乘菩提所斷的惑；在大乘法中就叫做煩惱障，所斷的惑就稱為見惑與思惑。四住地烦恼歸根究柢仍是基於我見而有的。也就是二乘解脫道中所說的三縛結、五下分結、五上分結。
眾生從無始劫以來，一直在薰習一念無明，也就是薰習我見與我所的貪愛。一切修行人，若是真實修行禪定，凡是我見或我執還沒有斷盡，凡是三界愛、欲界愛、色界愛、無色界愛沒有斷除的人，都會有一念出現而出定的現象。無始劫來與世世的見聞覺知心剎那剎那不斷相應，能夠出生一切世間法中的煩惱。一念者，謂如是四種煩惱未斷之前，一念刚滅， 念又生，念念不斷；乃至證得四禪八定，於等至定境之中，忽然又生一念我見或我執煩惱，致令意根意識不能永滅，致令不能入住無餘涅槃之真正無我境界中。
如是一念又復一念，繼起不斷，致令陰（色、受、想、行、识五阴）、界（地、水、火、风、空、识六界）、入（眼、耳、鼻、舌、身、意六入）、我（我执）不能斷除，因此流轉生死不已，故名一念。住地者，謂住於其境界中，不知其本是妄，执着不能捨棄，故名住地。

## 辨义
“一念无明”与“无始无明”的辨义：
- 無始無明是所知障，一念無明是煩惱障。明心见性後斷除一念無明之“见破一處住地煩惱”，其餘的三種煩惱是修所斷煩惱，在開悟後歷緣對境中修行去除。一念無明非無始無明的一部分。

- 無始無明並不障礙眾生出離三界，只障礙眾生成佛。所以阿羅漢不曾打破無始無明，只能出離三界的生死，而不如佛陀果位究竟。

- 若親證如來藏，定會打破無始無明。於打破無始無明的同時，就會一併斷除一念無明中的見一處住地煩惱，也就是會同時斷除三縛結，所以打破無始無明也可以讓眾生漸漸的出離三界生死。

- 但當修行人探討“如何證得解脫果，如何能證涅槃？”时，仍然是无明的表现，就與一念無明煩惱相應相续了。